# Kniphofia
Kniphofia é um género botânico pertencente à família Asphodelaceae.

## Etimologia
O gênero Kniphofia deve o seu nome a Johann Hieronymus Kniphof, um médico e botânico alemão do século XVIII.

## Espécies
Entre outras, o género Kniphofia inclui as seguintes espécies:
| - Kniphofia baurii - Kniphofia brachystachya - Kniphofia caulescens - Kniphofia citrina - Kniphofia coddiana - Kniphofia drepanophylla - Kniphofia ensifolia - Kniphofia fibrosa - Kniphofia foliosa - Kniphofia galpinii - Kniphofia hirsuta - Kniphofia ichopensis - Kniphofia linearifolia | - Kniphofia natalensis - Kniphofia northiae - Kniphofia pauciflora - Kniphofia ritualis - Kniphofia rooperi - Kniphofia rufa - Kniphofia sarmentosa - Kniphofia stricta - Kniphofia thomsonii - Kniphofia triangularis - Kniphofia tuckii - Kniphofia tysonii - Kniphofia uvaria |